# Triplasis
Triplasis es un género de plantas herbáceas perteneciente a la familia de las poáceas. Es originaria del sudoeste de los Estados Unidos. Comprende 23 especies descritas y de estas, solo 2 aceptadas.

## Descripción
Son plantas anuales o perennes, generalmente cespitosas o raramente rizomatosas. Hojas caulinares; la lígula es una hilera de tricomas; láminas lineares, aplanadas. Inflorescencias panículas pequeñas, terminales y axilares; cleistogenes también ocultos dentro de vainas foliares inferiores ligeramente infladas. Espiguillas lineares, comprimidas lateralmente, pediceladas, con varios flósculos bisexuales; desarticulación arriba de las glumas y entre los flósculos; glumas subiguales, 1-nervias, 2-fidas; entrenudos de la raquilla largos; lemas 2-lobadas, carinadas, 3-nervias, la nervadura central proyectándose como una arista, serícea, las nervaduras laterales seríceas, paralelas a la nervadura central; pálea arqueada hacia afuera, las quillas fuertemente viloso-ciliadas en el 1/2 superior; lodículas 2; estambres 3; estilos 2. Fruto una cariopsis; embrión de 1/2 la longitud de la cariopsis; hilo elíptico, de 1/4 la longitud de la cariopsis.

## Taxonomía
El género fue descrito por Ambroise Marie François Joseph Palisot de Beauvois y publicado en Essai d'une Nouvelle Agrostographie 81. 1812. La especie tipo es: Triplasis americana P.Beauv.
Etimología
El nombre del género proviene del griego triplasios (triple), en alusión a las lemas con una arista y dos lóbulos. 

## Especies aceptadas
A continuación se brinda un listado de las especies del género Triplasis aceptadas hasta junio de 2015, ordenadas alfabéticamente. Para cada una se indica el nombre binomial seguido del autor, abreviado según las convenciones y usos.	
1. Triplasis americana P.Beauv.
2. Triplasis purpurea (Walter) Chapm.